# Seungduk Kim
Seungduk Kim (née à Séoul, en Corée du Sud et vit et travaille à Paris) est commissaire d'exposition dans le champ de l’art contemporain. Elle travaille actuellement pour Le Consortium à Dijon (Bourgogne, basé à Paris) en tant que codirectrice et commissaire associée. Seungduk Kim a été choisie comme Commissaire du Pavillon coréen pour la 55e Biennale de Venise en 2013,,,.
Elle a été chargée avec Franck Gautherot – pour Le Consortium – de la direction artistique du design d’espace et de l’art public à l’ACC, Asia Culture Center à Gwangju (Corée du Sud), entre 2014-2016. Seungduk Kim a été nommée Chevalier de l'ordre des arts et des lettres par le ministère de la Culture, en juillet 2022.

## Biographie
Seungduk Kim a quitté la Corée du Sud après la fin d'études secondaires, en 1973 et a vécu à l’étranger la plus grande partie de sa vie.
Élevée à New York, elle a obtenu un M.A. en Histoire de l’Art à l’Hunter College de New York (mai 1990), et un M.A. en Langue et Civilisation françaises à la New York University (février 1984). Elle est diplômée de l’Université Paris 1-Panthéon-Sorbonne en histoire de l’art et archéologie, et titulaire d’un DEA en Histoire de l’art (octobre 1998),.

## Carrière
Entre 1993 et 2000, Seungduk Kim a travaillé pour laSamsung Foundation pour l’Art et la Culture (désormais Leeum, Samsung Museum of Art) en tant que commissaire consultante, basée à Venise et Paris. Pendant trois ans elle a également été commissaire associée au Département Collection du Centre Pompidou (Paris), entre 1996 et 1998.
Depuis 2000 Seungduk Kim, en tant que codirectrice et directrice des projets internationaux / Développement en Asie, collabore avec Xavier Douroux, Franck Gautherot, Éric Troncy ainsi qu'Anne Pontégnie et Stéphanie Moisdon au Consortium Museum (Consortium centre d'art contemporain avant),.Le Consortium, fondé en 1977, est un centre d’art contemporain basé à Dijon (France), qui comprend une maison d’édition (Les Presses du réel), un bureau des expositions orienté vers l’organisation de spectacles à la croisée des genres artistiques, une société de production cinématographique (Anna Sanders Films).
Entre octobre 2011 et 2017, Seungduk Kim a été membre du comité de programmation du palais de Tokyo à Paris. Elle a aussi été directrice de projet / consultante artistique (avec Le Consortium) dans le cadre d’une stratégie globale d’art public pour le développement d’un projet urbanistique à Doha (Qatar) de juin 2011 à 2014.
Entre l'automne 2014 et 2016, Seungduk Kim et Franck Gautherot, l'un des fondateurs du Consortium, ont été directeurs artistiques pour le Asian Culture Center, un vaste projet culturel à Gwangju, en Corée du Sud.
En mai 2015, à l'occasion de l'ouverture de la 56e Biennale de Venise, Seungduk Kim avec Le Consortium, le Silencio et le palais Grassi initie The Venetian Blinds, première d'une série de concerts par des artistes plasticiens également musiciens. En 2016, le workshop ‘Art & Culture master planning’ (4 - 7 octobre, à Séoul) a été co-organisé par the KAMS (Korea Arts Management Service), sous la direction du Consortium, Seungduk Kim & Franck Gautherot.

## Sélection d’expositions comme commissaire ou cocommissaire
- Jill Mulleady, Blood Fog, commissariat Franck Gautherot & Seungduk Kim, Le Consortium, Dijon (France), 7 juillet 2021 - 9 janvier, 2022
- Grancey-le-Château, A World at the Edge, Consortium-Land, exposition internationale d’architecture de La Biennale de Venise (en collaboration avec Patrick Berger, Junya Ishigami, Aristide Antonas), 22 mai -  21 novembre 2021
- Pattern, Crime & Decoration, commissariat Franck Gautherot & Seungduk Kim et Lionel Bovier en collaboration avec Lionel Bovier et le MAMCO Genève ; Le Consortium, Dijon (France), 16 mai - 20 octobre 2019, Le MAMCO, Genève (Suisse),  10 octobre 2018 - 3 février 2019
- L’Almanach 18, Le Consortium, Dijon (France), 22 juin - 14 octobre 2018
- From Vietnam To Berlin, commissariat Seong Won Kim, Seungduk Kim & Franck Gautherot, Centre culturel d'Asie (Gwangju), Corée du sud, 9 mars - 8 juillet 2018
- Jay Defeo : The Ripple Effect, commissariat Franck Gautherot & Seungduk Kim, Le Consortium, Dijon (France), 3 février - 20 mai 2017. L’exposition a été présentée au musée d’art d’Aspen (Colorado, États-Unis) du 29 juin au 28 octobre 2018
- L'Almanach 16, Le Consortium, Dijon (France), 20 février – 5 juin 2016[14],[15]
- Han Mook & Lee Ungno, « Deux peintres modernistes coréens à Paris », Le Consortium, Dijon (France), 30 octobre 2015 – 24 janvier 2016[16],[17]
- Kimsooja, To Breathe: Bottari,Korean Pavilion, 55th Biennale de Venise (Italy), June 1 – November 24 2013[18],[19]
- Jurgen Teller: Touch me, Daelim Contemporary Art Museum, Séoul (Corée), 2011
- Lynda Benglis, Le Consortium, Dijon (France) and 5 other museums (Van Abbe museum, IMMA, RISD, New Museum, The Museum of Contemporary Art), 2010
- Yayoi Kusama : Mirrored Year, Boijmans Van Beuningen Museum Rotterdam (Netherlands), Museum of Contemporary Art Sydney (Australia), City Gallery Wellington (New Zealand), 2008
- On Kawara: Pure Consciousness, one of a series of ten kindergarten projects, Yonghwa Kindergarten, Yonghwa Temple, Tongyeong (Korea), 2008
- The 2nd Anyang Public Art Project 2007, Anyang (Korea), 2007
- Yayoi Kusama: Dots Obsession? Love Transformed into Dots, Haus der Kunst Munich, (Allemagne), 2007
- Elastic Taboos: Within the Korean World of Contemporary Art, Kunsthalle Wien, Vienne (Austria), 2007
- Execution: Exhibition of YanPei-Ming, Saint-Etienne Museum of Modern Art, Saint-Étienne (France), 2006
- Thoughts of a Fish in the Deep Sea, Valencia Biennale, Valence (Espagne), 2005[20],[21]
- Domicile : Prive/public, musée d'art moderne, Saint-Étienne (France), 2005
- Flower Power, Lille 2004 exhibition projects, European Cultural Capital City, palais des beaux-arts de Lille, palais Rameau, Lille (France), 2004
- Wang Du: Disposable Reality, Rodin Gallery, Séoul (Corée), 2003
- Yayoi Kusama, Le Consortium, Dijon (France), Maison de la culture du Japon, Paris (France), Kunsthallen Brandts Klaedefabrik, Odense (Denmark), Les Abattoirs, Toulouse (France), Kunsthalle Wien, Vienna (Austria), Art Sunje Seoul & Kyungju (Corée), 2000-2003
- Kim Sooja & Yan Pei Ming : Self-scape, Kunsthalle Brandts Klaedefabrik, Odense (Denmark), 2000-2001
- Asiana: Contemporary Art from the Far East, Palazzo Vendramin Calergi, Venice (Italie), 1995
- Triennale Kleinplastik 1995 : Europa-Ostasien, SudwestLB Forum, Stuttgart (Allemagne), 1995

## Publications
Les nombreuses publications de Seungduk Kim comprennent des articles et des essais sur l'art international, l'architecte et les designers.
Elle a publié des séries d’articles dans d’importants magazines d’art tels que Art in Culture, Beaux Arts magazine, Frog Magazine, Art Press, Quarterly Magazine…

## Citation
« We expect art to be a tool for understanding our situation in history,

our role in society, our mission for the future

and our desire to stay in the memory of our children. »

- Le Consortium